# Бос (Швабия)
Бос (нем. Boos) — община в Германии, в земле Бавария.
Расположен на реке Рот. Подчиняется административному округу Швабия. Входит в состав района Нижний Алльгой. Подчиняется управлению Бос. Население составляет 1908 человек (на 31 декабря 2010 года). Занимает площадь 17,66 км².